# Лозинський Роман Михайлович
Лозинський Роман Михайлович (нар. 20 січня 1994, Львів, Україна) — український політик та громадський діяч, народний депутат України, перший заступник голови комітету з питань організації державної влади, місцевого самоврядування, регіонального розвитку та містобудування, голова підкомітету з питань деколонізації. Член парламентської асамблеї Євронест. Екс-член партії «Голос». Екс-голова Української галицької партії. Військовослужбовець, старший матрос Сил спеціальних операцій Збройних сил України. Учасник списку молодих лідерів України Forbes «30 до 30: творці майбутнього» та один із 15 лідерів у категорії «Державне управління» рейтингу видання Українська правда «Список лідерів України УП-100» у 2023 році.
Член громадських організацій «Пласт» та «Бігова Україна». Пластун з найвищим почесним ступенем Гетьманського скоба. Тріатлет, марафонець. Співзасновник «Школи Молодої Еліти» у Львові.

## Біографія

### Освіта
Навчався у спеціалізованій школі № 28 з поглибленим вивченням німецької мови (м. Львів).
В 2015 році закінчив Львівський національний університет імені Івана Франка. Спеціальність політологія, бакалавр.
У тому ж році успішно пройшов програму «Політичні студії: все що потрібно знати майбутньому депутату» від Інституту лідерства та управління Українського Католицького Університету.
2016 рік — завершив програму «Вища Політична Школа» від Центру політичних студій та аналітики (Фонд Кондрата Аденауера) у Києві.
2017 року — здобув ступінь магістра (MPA) у «Школі публічного адміністрування» Українського Католицького Університету.

### Політична діяльність

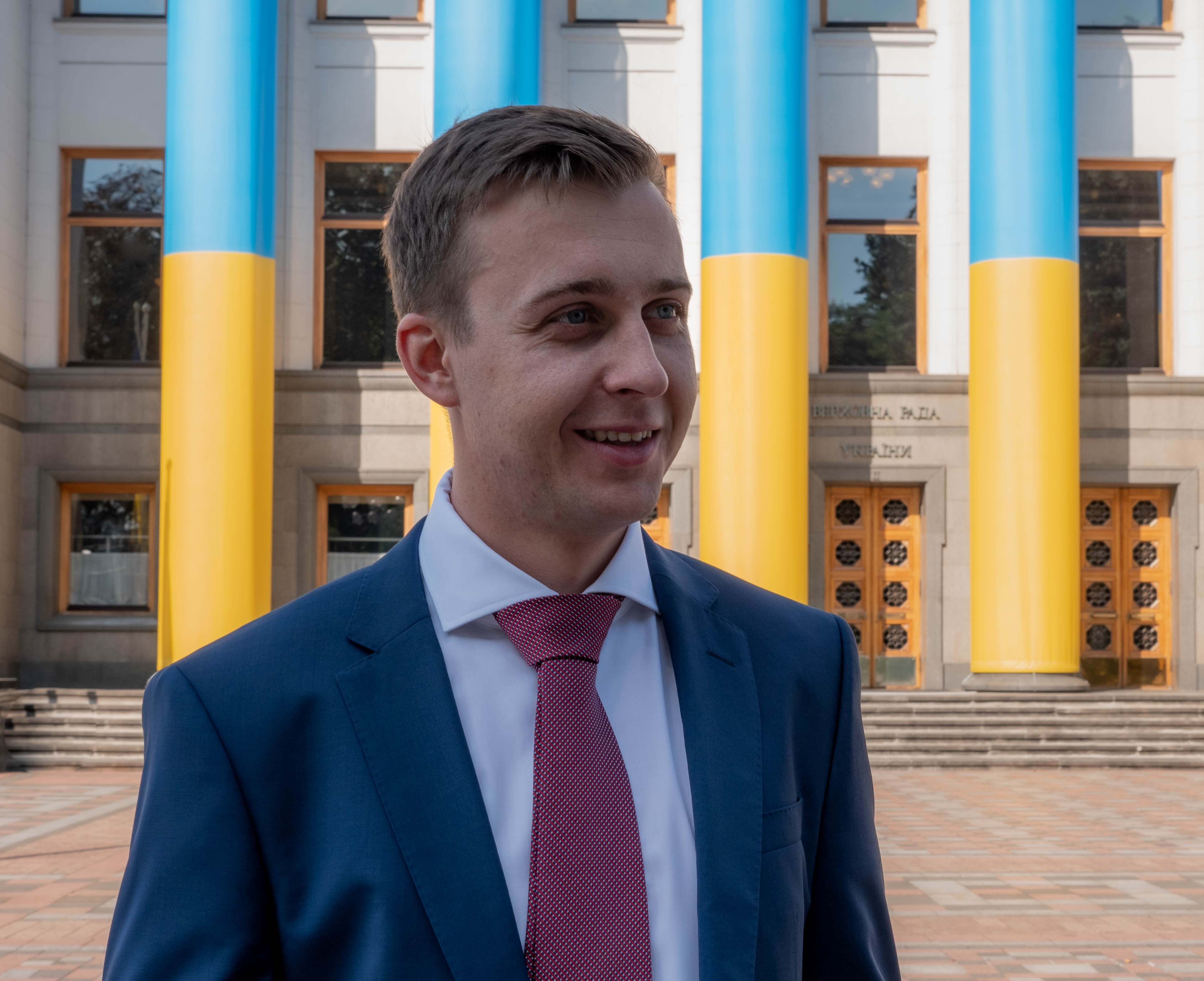
Біля Верховної Ради України, 13 вересня 2021

У 2015 році, будучи студентом, приєднався до Української Галицької Партії.
На місцевих виборах 2015 року балотувався до Львівської міської ради 7 скликання від «Української Галицької партії» за округом № 46. Посів на своєму окрузі друге місце із рейтингом 8,9 %. У внутрішньопартійному рейтингу зайняв 7 місце з 41.
З 2015 року — помічник депутата Львівської міськради Юлії Гвоздович, голови комісії законності, депутатської діяльності та свободи слова.
В 2016 році стажувався в офісі Бориса Вжесневського, депутата трьох скликань парламенту Канади від правлячої Ліберальної партії.
2015—2017 — заступник голови львівської міської організації УГП.
2017—2018 — заступник голови УГП та керівник секретаріату партії. Будучи заступником, Роман Лозинський запровадив в партії експертні групи — спеціальні комісії, що фахово досліджують ключові питання для усунення популізму.
У березні 2018 року став головою Політради Української Галицької Партії.
Влітку 2019 року УГП та Голос домовляються про співпрацю в рамках парламентської кампанії. На виборах 2019 року був координатором партії «Голос» у Львівській області.
29 серпня 2019 року Роман Лозинський стає народним депутатом України (15 номер в партійному списку Голосу).
У квітні 2020 року розпочав кампанію з вимогою продовження блокування російських соцмереж в Україні (ВКонтакті, Однокласники, Mail.Ru тощо). 13 травня зібрав підписи 156 народних депутатів для проведення позачергового засідання Верховної Ради заради ухвалення постанови про продовження блокування соцмереж. Того ж дня Верховна Рада голосами 252 депутатів підтримала проєкт постанови #3319 про продовження санкцій. Наступного дня Президент України підписав указ, яким було продовжено дію санкцій та, відповідно, блокування інтернет-провайдерами російських соцмереж в Україні.
В кінці серпня 2020 року потрапив під санкції Російської Федерації.
Послідовно виступав на захист громадського активіста Сергія Стерненка в процесі судової справи проти нього. 29 січня 2021 року взяв на особисті поруки Сергія, у зв'язку з чим Приморський районний суд Одеси зняв запобіжний засіб у вигляді домашнього арешту, який тривав понад 6 місяців.
У 2021 році 11 із 20 членів парламентської фракції «Голос» оголосили про недовіру до керівництва партії і фракції та оголосили про створення у Верховній Раді України об'єднання «Справедливість». В об'єднання «Справедливість» увійшли: Олександра Устінова, Юлія Клименко, Соломія Бобровська, Галина Васильченко, Роман Лозинський, Наталя Піпа, Ярослав Рущишин, Ольга Стефанишина, Володимир Цабаль, Андрій Шараскін та Ярослав Юрчишин.

### Військова служба

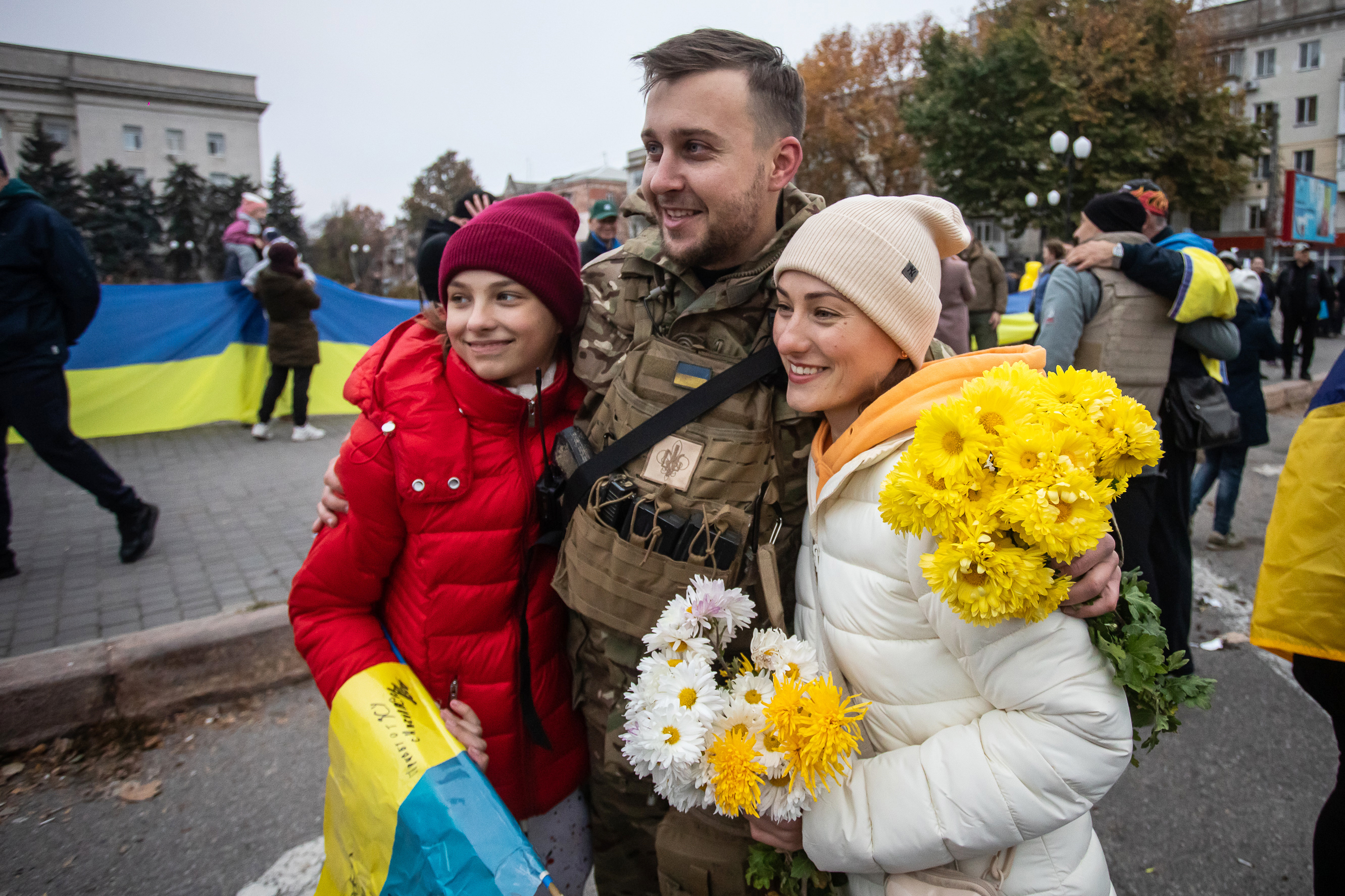
Роман Лозинський у центрі Херсона після звільнення міста

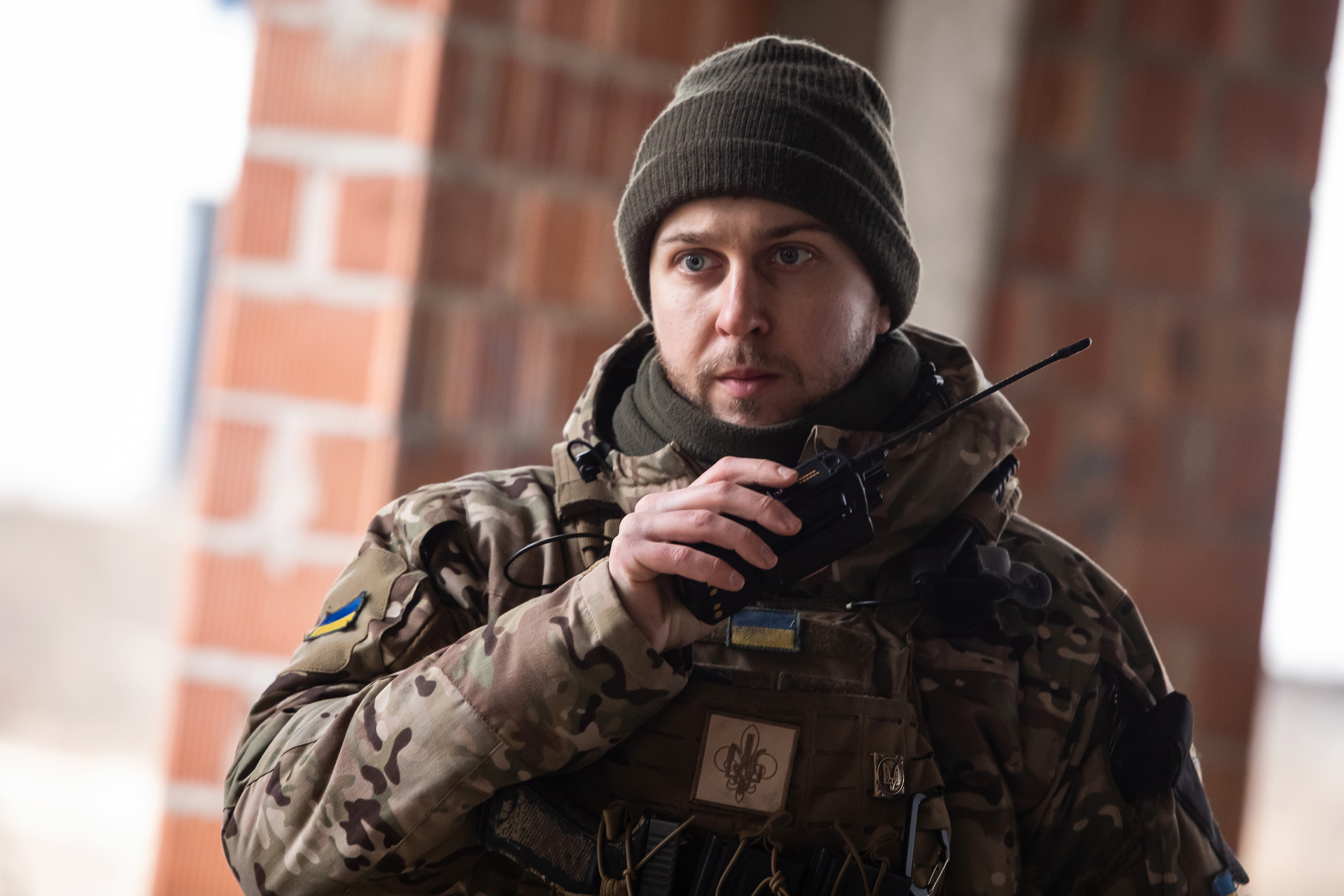
Роман Лозинський у Херсоні, 2023 рік.

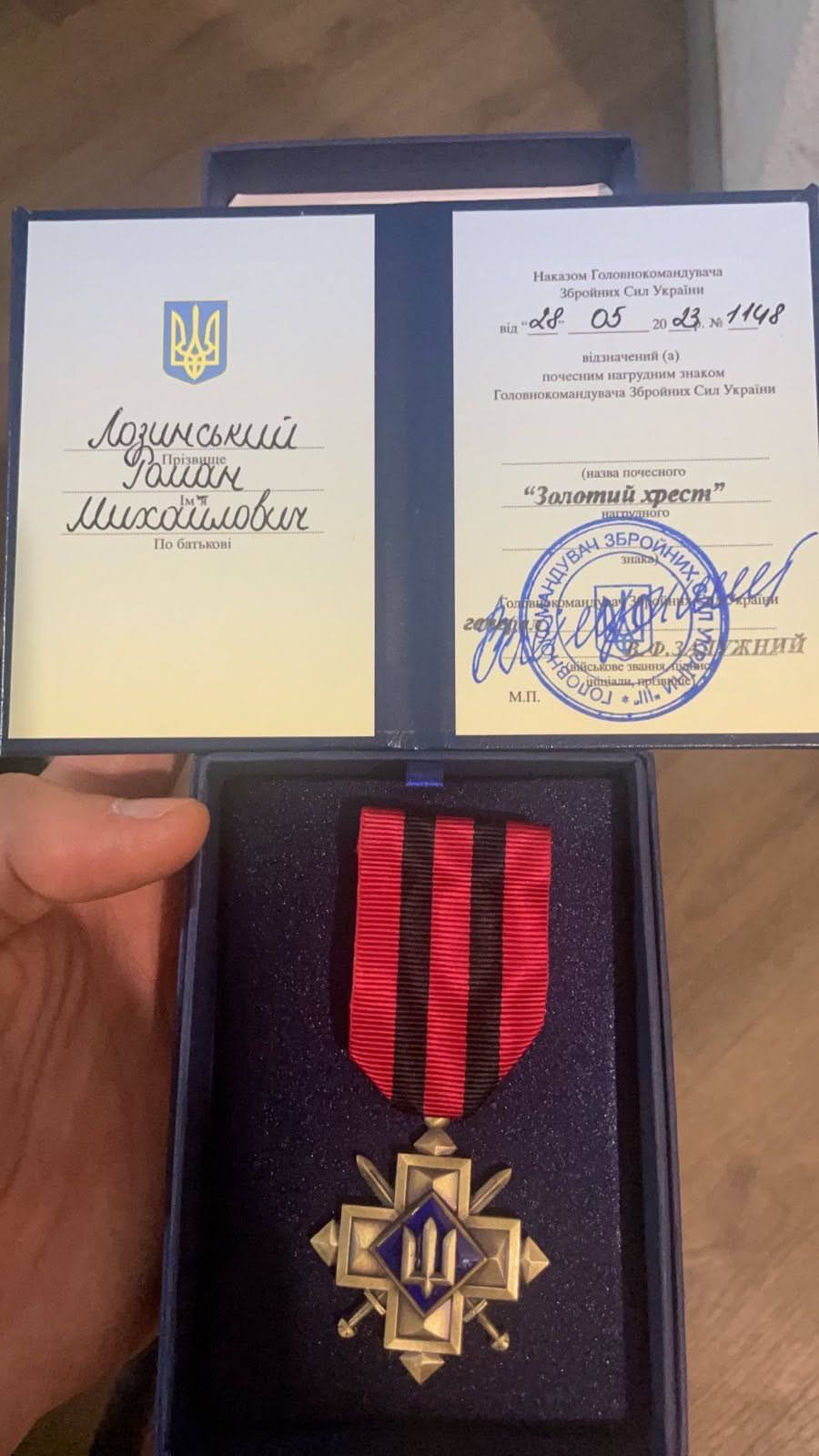
Відзнака «Золотий Хрест», яким нагороджено Романа Лозинського

У жовтні 2021 року Роман Лозинський підписав контракт на проходження служби в резерві Збройних Сил України у 73 морському центрі ССО.
В 2022 році після початку повномасштабного російського вторгнення в Україну 7 березня добровільно мобілізувався та проходив службу в ЗСУ. Воював на Херсонському напрямку.
Був одним з перших, хто зайшов в Херсон 11 листопада 2022 року.
Отримав Відзнаку Головнокомандувача Збройних сил України «Золотий Хрест».
Від березня 2023 року працював у парламенті, з літа 2023 прикомандирований до Верховної Ради України із залишенням на строк виконання депутатських повноважень на службі.

## Громадська діяльність
2014 рік — з пластунами заснували 15 сотню Самооборони Майдану, де Роман Лозинський був канцлером. Разом з Самообороною їздив у 132 виборчий округ Миколаївської області для захисту від фальсифікацій на повторних виборах у Верховну Раду по мажоритарному округу 15 грудня 2013 року.
З жовтня 2014 по квітень 2015 року — координатор проєкту Школа Молодої Еліти у Львові.
2016 рік — ініціював та втілив проєкт першого для львівської залізниці веловагону.
2016 рік — співзасновник та один з аналітиків Львівського регуляторного хабу. Займався сферою регулювань для малого та середнього бізнесу, проблеми паркування, літні майданчики тощо.
У 2019, 2020 та 2021 роках разом з делегацією пластунів здійснював волонтерські поїздки на позиції військових на сході України в рамках естафети передачі Вифлеємського Вогню Миру.

## Сім'я
Двоюрідний брат прабабці Романа Лозинського Євген Петрушевич — перший президент Західноукраїнської Народної Республіки.
Прадід Романа Лозинського Володимир Кузьмович — голова секретаріату УНДО, першої політичної партії в Західній України.

## Нагороди
- Відзнака «Золотий Хрест» (2023) за проявлену мужність і успішне виконання завдань під час бою.

## Цікаві факти
У березні 2018 року Роман Лозинський обраний головою Політради УГП, ставши наймолодшим головою політичної партії в Україні.
Колекціонує унікальні олівці з усього світу — в колекції понад 500 екземплярів.
Любить мандрувати, відвідав понад 30 країн.

### Участь у молодіжному русі
З 16 років займався патріотичним вихованням дітей та юнацтва.
2001—2016 роки — бере активну участь в діяльності Пласту — Національної Скаутської організації України. Організовував літні табори, розробляв навчальний план і контролював фінансову складову організації пластових таборів та заходів. Втілював соціальні, спортивні та інші проєкти.
2010 рік — учасник програми обміну студентами в Німеччині в рамках проєкту «Ми покращуємо світ».
З 2010 року — виховник (ментор) пластового гуртка «Скорпіони» 5-го юнацького куреня ім. Романа Купчинського у Львові. Згодом — зв'язковий (куратор виховників) даного куреня.
2012 рік — вишкіл булавних на пластовому таборі «Лісова Школа 2012».
2013 рік — в.о. голови Львівського осередку Пласту — Національної скаутської організації України.
2017 — керівник делегації пластунів на міжнародний табір (Світове скаутське Джемборі) до Австралії.

### Спортивна діяльність
З дитинства займається великим тенісом.
З 2016 року член ГО «Бігова Україна».
Фінішер ультратрейлу «Нічний чорногірський марафон» на 60 кілометрів по Чорногірському хребту (маршрут проходив через всі гори-«двотисячники» України) в червні 2018 року.
Фінішер Стамбульського Марафону (42,195 км) у 2017 році та Берлінського Марафону у 2021 році
Фінішер трейлу Burning Heads 2018 на 25 км по піщаній Кінбурнській косі.
Фінішер запливу Oceanman Odesa у 2018 році
Фінішер змагань з трейлраннингу «Wet Hills-2021» на 48 кілометрів у Холодному Яру